# Massacre des invalides de guerre grecs
Le massacre des invalides de guerre grecs aux mains des bataillons de sécurité collaborationnistes se produit pendant la nuit du 30 novembre 1943 à Athènes. Les bataillons de sécurité arrêtent les vétérans de la guerre italo-grecque devenus invalides et soignés dans des hôpitaux d'Athènes. Les victimes sont remises à la Wehrmacht et emprisonnées à Chaïdári et à Hatzikosta. 283 vétérans invalides de guerre sont exécutés.

## Contexte

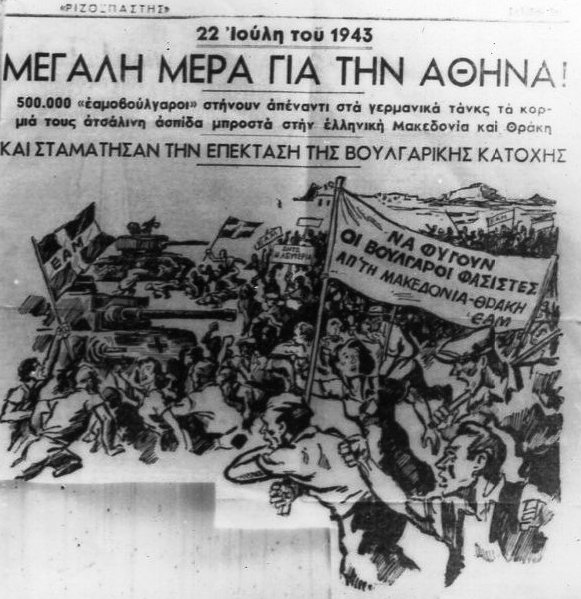
Illustration du journal Rizospastis sur la manifestation d'Athènes le 22 juillet 1943.

Après la victoire des envahisseurs allemands en Grèce, quelque 15 000 invalides de guerre trouvent refuge dans les hôpitaux d'Athènes. Ils vivent dans des conditions difficiles mais s'organisent pour les améliorer en fondant des « comités d'hôpitaux », chargés de distribuer nourriture et fournitures médicales. En mars 1943, ces vétérans participent aux manifestations contre la mobilisation des Grecs sur le front de l'Est ; ils rejoignent aussi la manifestation du 22 juillet 1943 s'opposant à l'extension de la zone d'occupation bulgare. Par conséquent, ces vétérans deviennent cibles des bataillons de sécurité,.

## Le massacre
Dans la nuit du 30 novembre, les bataillons de sécurité — aux ordres de Jürgen Stroop, commandant des Schutzstaffel (SS) — encerclent de fourgons chacun des dix-neuf hôpitaux d'Athènes et arrêtent les vétérans invalides. Nombre des victimes meurent pendant le trajet ou dans les prisons car leurs blessures, encore mal cicatrisées, se rouvrent sous les coups que leur infligent les collaborateurs nazis. Les vétérans mutilés, privés de leurs prothèses, sont chargés dans les fourgons et transportés dans les camps de Hatzikosta et de Chaïdári. Au total, 283 personnes sont exécutées,.